# Павле Ивич
Павле Ивич е сръбски филолог, лингвист („македонист“), редовен член (академик) на САНУ. Възприема се като продължител на делото на Александър Белич.